# Henschel Hs 294

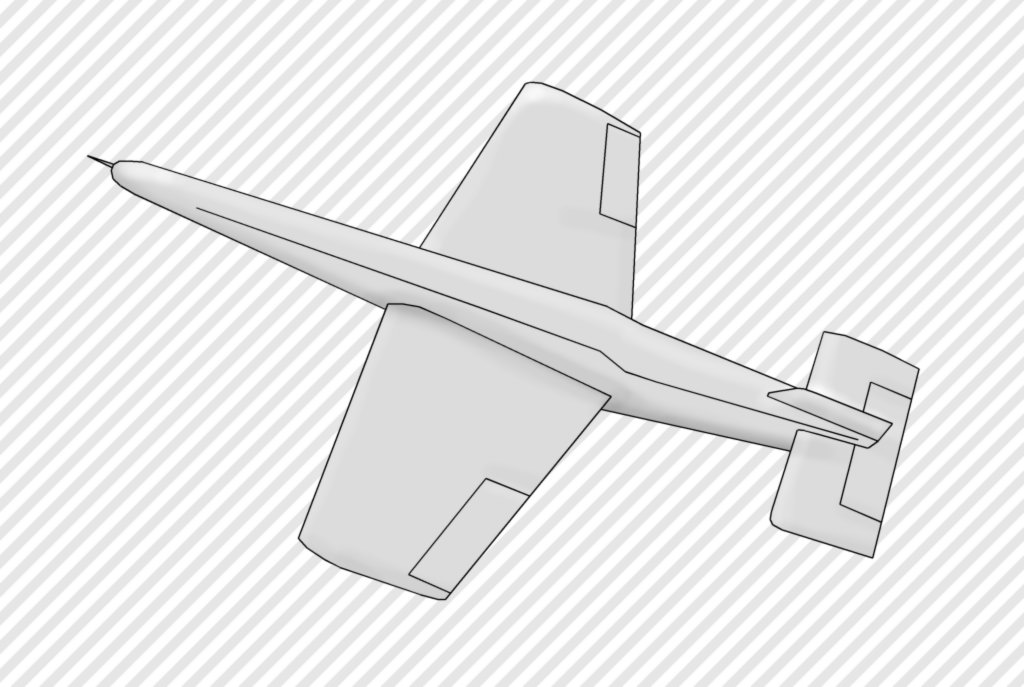
Schets van een Henschel Hs 294

De Henschel Hs 294 was een geleide raket of vliegende torpedo die tijdens de Tweede Wereldoorlog in Duitsland werd ontwikkeld voor gebruik tegen oppervlakteschepen.

## Ontwikkeling
De Henschel Hs 294 was een verdere ontwikkeling van de Henschel Hs 293. Deze uitvoering was speciaal ontwikkeld voor gebruik tegen oorlogsschepen.
Het was in principe gelijk aan de Hs 293 maar had een andere neusvorm gekregen. Ook was er een tweede raketmotor aangebracht. De motoren waren twee Walter 109-507D raketmotoren met een gezamenlijk vermogen van 1.300 kg. Men keek ook naar het gebruik van twee BMW 109-511 raketmotoren maar deze motoren werden alleen maar gebruikt voor het uitvoeren van onderwatertesten. Ook wilde men gebruik gaan maken van een BMW P.3375 (RII 301) raketmotor met een vermogen van 1.500 kg. Dit idee werd echter niet verder uitgewerkt.
De raket moest onder een hoek van 15 tot 30 graden richting de zee worden gevlogen en ook binnen deze hoek de oppervlakte raken. 22 graden werd als de optimale hoek gezien voor een goede vlucht en voor een stabiele baan richting het doel. Tijdens de inslag was het de bedoeling dat de vleugels en staartsectie van de torpedo afbraken. Hierdoor kwam de explosieve lading vrij die hierna in een parabolische baan van ongeveer 45 m onder water richting het doel ging. Hierbij werd gebruikgemaakt van de overgebleven kinetische energie van de vlucht. De lading was zo ingesteld dat als men het doel niet raakte deze automatisch tot ontploffing werd gebracht.
Er werd een contract opgesteld door het RLM voor de productie van 1.130 Hs 294A-0 raketten en er moest een maandelijkse productie van 50 raketten worden opgestart. Een tweede contract voor 300 Hs 294V-2 raketten  werd ook uitgegeven en hiervan werden er 56 gebouwd. Er werd uiteindelijk maar een klein aantal gebouwd van beide uitvoeringen. De ontwikkeling van de nabijheidontsteking zorgde ervoor dat de raket niet operationeel kon worden gebruikt. Men wilde de raket ook uitrusten met inslagontsteking maar hier is verder niets van gekomen.
Er werd ook een begin gemaakt met de ombouw van 25 Hs 294A-0 raketten voor gebruik van besturing via een televisiecamera die in de voorkant van de rechter raketmotor was aangebracht.

## Uitvoeringen
Er werden twee uitvoeringen in prototypevorm ontwikkeld. De Hs 294A werd bestuurd door middel van een radioverbinding, de Hs 294B door middel van een draadverbinding.
- Spanwijdte: 4,02 m
- Lengte: 6,12 m
- Vleugeloppervlak: 5,30 m²
- Startgewicht: 2.170 kg
- Explosieve lading: 656 kg
- Maximumsnelheid: 860 km/uur
- Bereik: 4 –14 km